# Prasophyllum fitzgeraldii
Prasophyllum fitzgeraldii là một loài thực vật có hoa trong họ Lan. Loài này được R.S.Rogers & Maiden miêu tả khoa học đầu tiên năm 1909.